# Ligue d'extrême droite
Pour les articles homonymes, voir Ligue nationaliste et Ligue.
Le terme ligue d'extrême droite (ou ligue nationaliste) désigne les multiples organisations politiques qui, dans la France de la IIIe République, notamment dans l'entre-deux-guerres (années 1920-1930), défendent des idées d’extrême droite, hostiles à la République parlementaire. Souvent antisémites, elles s'investissent dans la lutte anti-bolchevique. Certaines d'entre elles se présentent ou sont présentées comme étant l'expression d'un fascisme français.

## L'apparition des ligues
- la Ligue des patriotes, association fondée en 1882 par Déroulède en vue de la préparation de la revanche contre l'Allemagne ;
- l'épisode du boulangisme (du nom du général Boulanger), qui fait glisser la Ligue des patriotes vers le révisionnisme (c'est-à-dire une volonté de réforme des lois constitutionnelles de 1875 dans un sens plébiscitaire) et provoque la création de l'Union patriotique de France, ligue formée de revanchistes respectueux du parlementarisme ;
- l'Affaire Dreyfus, avec la création dans les milieux antidreyfusards de la Ligue de la patrie française, destinée à l'élite littéraire, et celle de l'Action française, promise à un grand avenir. Elles sont le pendant de la Ligue des droits de l'homme, qui défend le capitaine Dreyfus.

Les ligues qui se créent après la Première Guerre mondiale sont parfois des associations d'anciens combattants de la Grande Guerre, majoritairement adeptes du « plus jamais ça ! ». Viennent s'y ajouter par suite d'autres thèmes : le combat contre le principal ennemi (la gauche), les communistes « moscoutaires » et le régime parlementaire.
Finalement, plusieurs facteurs expliquent la floraison et le succès de ces organisations : les transformations de la société, la déception sinon la rancœur des anciens combattants, la peur provoquée par le Cartel des gauches, la montée du bolchevisme, les sentiments xénophobes créent des mouvements d'opinion qui ne trouvent pas leur place au sein des partis politiques traditionnels français.

## Liste des principales ligues
- En 1882, la Ligue des patriotes est fondée, elle fait parler d'elle d'abord avec Déroulède avant 1914 puis avec Maurice Barrès. Elle décline ensuite.
- La Ligue de la patrie française, née avec l'affaire Dreyfus à la fin de l'année 1898, eut une existence assez courte.
- En 1898, l'Action française, monarchiste et anti-dreyfusarde, est créée. Elle sera complétée en 1905 par la Ligue d'Action française. Elle est adossée à un quotidien du même nom, L'Action française, dirigé par Charles Maurras et Léon Daudet, qui lui survit après sa dissolution en 1936.
- En 1908, les Camelots du roi deviennent la branche militante de l'Action française.
- En 1913, la Ligue franc-catholique fut fondée par le prêtre Ernest Jouin à Paris, 8è arrondissement[2]. Elle publiait la Revue internationale des sociétés secrètes (RISS). Plusieurs de ses membres ont participé à des institutions instaurées par le régime de Vichy.
- En 1919, la Ligue des chefs de section est fondée par Binet-Valmer
- En mars 1924, les Jeunesses patriotes sont créées et se présentent comme la « section jeune » de la Ligue des patriotes. Elles sont dirigées par le député Pierre Taittinger. Son objectif est le renforcement du pouvoir exécutif et la « protection des institutions contre la gauche ». Les JP adoptent des rituels inspirés du fascisme italien (défilés militaires et saluts « à la romaine ») mais sont finalement plus fascistes dans leurs rituels que dans leur programme.
- En août 1924, l'écrivain catholique et ancien combattant Antoine Redier fonde La Légion, une ligue nationaliste, antiparlementaire et patriarcale. Le 1er juillet 1925, celle-ci fusionne avec les Jeunesses patriotes.
- En 1925, le général Édouard de Castelnau fonde la Fédération nationale catholique, en réponse à l'action du Cartel des gauches jugée anti-religieuse.
- Le 11 novembre 1925, « Le Faisceau », est créé par Georges Valois, ancien anarchiste, royaliste. Il se revendique ouvertement du modèle fasciste mussolinien et entend faire la synthèse du nationalisme et du socialisme : instaurer une dictature nationale au-dessus de toutes les classes sociales, avec un chef proclamé par les combattants et acclamé par la foule. Il se décompose en quatre Faisceaux (le Faisceau des combattants ou légions, regroupant les anciens combattants de la Première Guerre mondiale et des guerres coloniales, organisés en compagnies, sections et groupes ; le Faisceau des producteurs, composé de corporations ; le Faisceau des jeunes avec les Jeunesses fascistes ; le Faisceau universitaire). Le Faisceau civique dispose d'un journal (Le Nouveau Siècle, fondé le 26 février 1925), d'un uniforme et de rituels (défilés paramilitaires). La ligue atteint son apogée en 1926 avec 25 000 « Chemises bleues »[3] avant de connaître de graves dissensions internes en 1928, conduisant à son éclatement.
- En 1927, l'agriculteur Henri Dorgères fonde les Comités de défense paysanne aussi appelés les « chemises vertes »[4].
- En 1927, les Croix-de-feu, organisation d'anciens combattants décorés au combat, est créée. En 1931, le recrutement s'ouvre également aux fils de ces derniers. Le colonel François de La Rocque (qui n'y adhère qu'en 1929) en devient le président en 1931. Cette ligue se distingue de certaines par son respect de la République et son refus du fascisme. En 1936, elle devient le Parti social français (PSF).
- En 1933, Solidarité française est créée par le parfumeur François Coty ; elle est dirigée par Jean Renaud.
- En 1933, est fondé le Francisme de Marcel Bucard, ancien secrétaire de François Coty, ancien collaborateur en 1932 de Gustave Hervé à La Victoire.

## Conséquences politiques
Nombre de catholiques, influencés par la condamnation portée par le Saint-Office visant Maurras et l'Action française (décret du 29 décembre 1926), font défection pour rejoindre des positions plus modérées.
Lors des événements dramatiques du 6 février 1934, les ligues manifestent à Paris avec plus ou moins de vigueur. Le mouvement d'opinion provoqué par la montée des ligues en France contribue fortement à la création d'un mot d'ordre d'antifascisme, qui réunit à nouveau les organisations et partis de gauche, à l'époque divisés. Il en résulte un clivage et une opposition entre « anti-fascistes » et « anti-communistes », qui polarise la vie politique française de l'entre-deux-guerres. Des ligues s'assemblent dans le Front national.
Les ligues peuvent être dissoutes en application de la loi du 10 janvier 1936 votée sous le gouvernement Pierre Laval. L'Action française et ses associations connexes sont dissoutes par le gouvernement Albert Sarraut dès le mois suivant l'agression dont Blum est victime (le 13 février). D'autres le seront le 18 juin par le gouvernement Blum de Front populaire.